# Ainsley Waugh
Ainsley Waugh (* 17. September 1981) ist ein jamaikanischer Sprinter.
Bei den Leichtathletik-Weltmeisterschaften 2005 in Helsinki belegte er gemeinsam mit Lerone Clarke, Dwight Thomas und Michael Frater den vierten Rang in der 4-mal-100-Meter-Staffel. Außerdem trat Waugh in Helsinki auch im 100-Meter-Lauf an, schied jedoch in der Viertelfinalrunde aus.
Seinen größten internationalen Erfolg feierte er bei den Commonwealth Games 2006 in Melbourne. Zusammen mit Michael Frater, Christopher Williams und Asafa Powell holte er die Goldmedaille in der Staffel. Im 100- und 200-Meter-Lauf erreichte er jeweils die Halbfinalrunde.

## Bestleistungen
- 100 m: 10,14 s, 7. September 2008, Rieti
- 200 m: 20,22 s, 24. Mai 2009, Belém